# XXIII век
XXIII (два́дцать тре́тий) век  по григорианскому календарю — век с 1 января 2201 года по 31 декабря 2300 года. Это 3-й век 3-го тысячелетия.  Он наступит через 176 лет.

## Ожидаемые события
- В 2300 году глобальная температура приземного воздуха может превысить показатели 1850-1900 гг на 0,6°C–14,1°C. В случае наиболее значительных изменений температуры будут сопоставимы с климатическим оптимумом раннего эоцена, когда температуры на 10°C–18°C превышали доиндустриальный уровень. Подъём уровня моря к этому году может превысить 2 м даже в случае потепления на 1,5°C–2°C[1].

## Ожидаемые астрономические события
- 2221 год — тройное соединение Марса и Сатурна.
- 2 декабря 2223 года в 12:32 (UTC) Марс закроет Юпитер.
- 2238/2239: тройное соединение Юпитера и Сатурна (последнее тройное соединение Юпитера и Сатурна было в 1981 году).
- 12 августа 2243 года в 04:52 (UTC) Венера покроет Сатурн.
- 11 июня 2247 года произойдёт прохождение Венеры по диску Солнца[2].
- 25 апреля 2249 года — транснептуновый объект Орк совершит первый оборот с момента открытия (с 17 февраля 2004 года).
- 4 марта 2251 года: В 10:52 (UTC), Венера покроет Уран.
- 1 августа 2253 года Меркурий покроет звезду Регул (α Льва). До этого последнее покрытие Меркурием Регула было 13 августа 364 года до н. э.
- 9 июня 2255 года — прохождение Венеры по диску Солнца[3].
- 2256—2258 год. Эрида достигнет перигелия, впервые с момента открытия.
- 2279 год. Тройное соединение Юпитера и Сатурна.
- 6 октября 2271 года — Венера покроет Регул (α Льва).
- 2281, 2282: Великое трио Урана, Нептуна и Плутона. Последний раз Великое трио было в 1769 и 1770 годах.
- 28 октября 2286 года — Хаумеа совершит первый оборот с момента неофициального открытия (с 28 декабря 2004 года).
- 29 мая 2287 года — Хаумеа совершит первый оборот с момента официального открытия (с 29 июля 2005 года), его период вращения вокруг Солнца длится 281 земных лет.
- 28 августа 2287 года: Расстояние между Землёй и Марсом сократится до теоретического минимума, последний раз столь малое расстояние было 27 августа 2003 года.
- В 2288 году планетоид Квавар совершит первый оборот с момента открытия (с 4 июня 2002 года), его период вращения вокруг Солнца длится 286 земных лет.